# Rai Radio 2
Rai Radio 2 (Radio Due) ist ein italienischer Radiosender der Radiotelevisione Italiana, der Popmusik und Wortsendungen sendet.

## Geschichte
Die Geschichte von Rai Radio 2 geht zurück auf das am 21. März 1938 gestartete auf Großstädte ausgerichtete zweite Programm der staatlichen Ente Italiano per le Audizioni Radiofoniche (EIAR), die sich 1944 in Radio Audizioni Italiane (RAI) umbenannte. Am 3. November 1946 bekam dieses Programm nach einer Restrukturierung des italienischen Rundfunks den Namen Rete Azzurra (dt. blaues Netzwerk). Nach der Einführung des dritten Programms am 1. Oktober 1950 entschied man sich für eine Umbenennung von Rete Azzurra in Secondo Programma (dt. zweites Programm) am 1. Januar 1952, um dem Sender mehr Identität zu geben. Zuletzt fand eine Umbenennung in Rai Radio 2 statt.
Das Programm wird auch über einen Mittelwellensender auf der Frequenz 693 kHz im DRM-Modus ausgestrahlt. Von Januar 2008 bis Mitte Mai 2008 wurde Rai Radio 2 im Paket mit Rai Isoradio auch über den inzwischen abgerissenen Sender Santa Palomba zusätzlich auf der Frequenz 846 kHz im DRM-Modus ausgestrahlt. Außerdem wird ein Visual Radio zur Verfügung gestellt, das auch terrestrisch zu empfangen ist und teilweise, z. B. während des Sanremo-Festivals, ein alternatives Videosignal zu Rai1 sendet.

## Programm
Rai Radio 2 ist einer der meistgehörten Radiosender in Italien. Das Programm besteht aus Popmusik und Wortprogrammen. Die Nachrichten auf Rai Radio 2 laufen unter dem Namen GR2; die Radionachrichten der RAI laufen unter der Dachmarke Giornale Radio.